# Contea di Chaoyang
La contea di Chaoyang (朝阳县S, Cháoyáng XiànP) è una contea della Cina, situata nella provincia di Liaoning e amministrata dalla prefettura di Chaoyang.